# Superscope
Le Superscope était un procédé cinématographique utilisant un objectif standard à la prise de vue et un objectif d'anamorphose à la projection. Il est considéré comme « le CinemaScope du pauvre » car la prise de vue s'effectue avec des optiques standard avec tous les inconvénients que cela implique.
À la prise de vue on utilisait tout l'espace disponible sur la pellicule dont celui normalement réservé à la piste son. En cela le procédé est assez voisin du super 35 (en). Le format final étant au rapport 2:1, le haut et le bas de l'image étaient inutilisés. L'image était agrandie et anamorphosée en laboratoire pour réaliser des tirages qui seraient ensuite projetés avec un objectif anamorphique.
Ce procédé eut la vie brève entre 1954 et 1960. Il permettait aux petits studios comme la RKO de produire des films en image panoramique en économisant à la prise de vue et sans avoir à payer de droits à la Fox qui détenait le brevet du procédé CinemaScope. Le film le plus célèbre en Superscope est Vera Cruz de Robert Aldrich avec Gary Cooper et Burt Lancaster. Disney a aussi réédité avec succès Fantasia en Superscope au milieu des années 1950.